# Masnedsund Station
Masnedsund Station er en nedlagt jernbanestation i den sydlige del af Vordingborg, i bydelen Masnedsund. Stationen var indtil anlægget af Storstrømsbroen hovedstation i Vordingborg, men med broen anlagdes også den nuværende Vordingborg Station, der langsomt overtog rollen som byens væsentligste station.
Masnedsund Station var ligeledes udgangspunkt for Kalvehavebanen.
Stationen blev i 1946 overtaget af virksomheden Buko, som indrettet bygninger til produktion af smelte- og flødeost på arealet.
| Jernbane | Spire Denne jernbaneartikel er en spire som bør udbygges. Du er velkommen til at hjælpe Wikipedia ved at udvide den. |

|  | Denne artikel om en bygning eller et bygningsværk kan blive bedre, hvis der indsættes et (bedre) billede. Du kan hjælpe ved at afsøge Wikimedia Commons for et passende billede eller lægge et op på Wikimedia Commons med en af de tilladte licenser og indsætte det i artiklen. |

54°59′51″N 11°53′32″Ø / 54.9976°N 11.8921°Ø